# Burgenlandroma
Die Burgenlandroma sind Roma, die im Burgenland und in den Nachbarstaaten Ungarn, Slowakei oder Slowenien leben oder aus diesen stammen. Das Burgenland ist Einflussgebiet ungarischer und südosteuropäischer Kultur, wo die Roma seit langem sesshaft sind. Sie weisen starke Prägungen durch die ungarische Kultur auf. Die Roma-Untergruppe der Lovara (‚Pferdehändler‘) ist zum Großteil im Burgenland und in Grenzgebieten anzutreffen.
Die Burgenlandroma leben seit Jahrhunderten im Burgenland, jedoch sind sie erst seit 1993 von der Republik Österreich als eine der autochthonen Volksgruppen anerkannt.
Die Sprache Roman(es), die lokale Varietät des Romani, wurde 2011 von einem Fachbeirat der UNESCO-Kommission als Immaterielles Kulturerbe im Burgenland anerkannt.

## Unterscheidung
Die Volksgruppe der Roma lässt sich anhand der Sprachvarianten unterscheiden. Eine Verbundenheit der Gruppen innerhalb des international viel breiter gefassten Spektrums lässt sich bei den in den vier benachbarten Ländern Österreich, Slowenien, Kroatien und Ungarn lebenden Subgruppen feststellen:
- den südwestungarischen Vend-Gruppen
- den im nordslowenischen Prekmurje und im kroatischen Međimurje, sowie in der kroatischen Gespanschaft Varaždin lebenden Roma und
- den Burgenlandroma.

## Geschichte

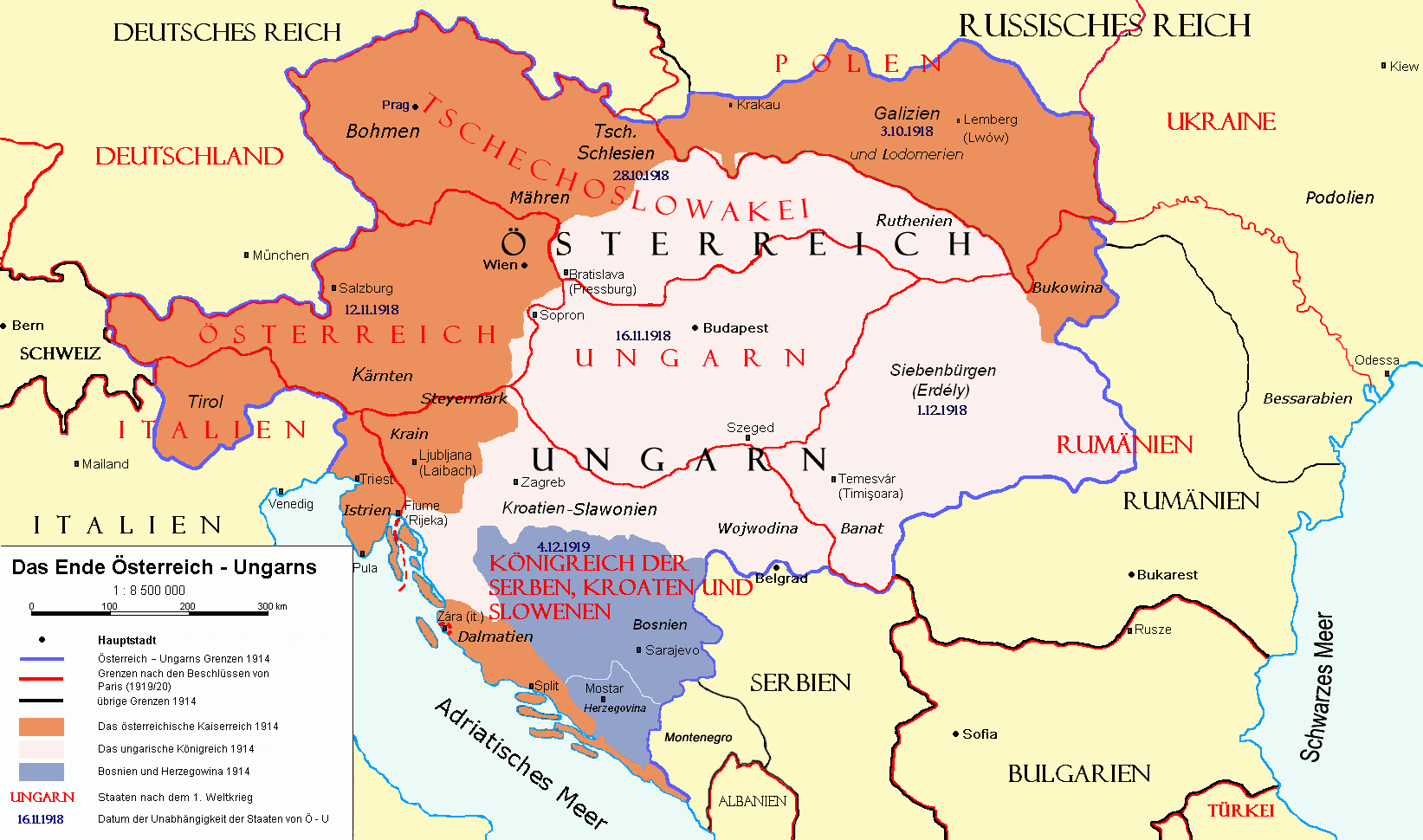
Die territoriale Aufteilung Österreich-Ungarns nach dem Ersten Weltkrieg

Das Burgenland

### Zeit der Habsburgermonarchie
Die Roma kamen zwischen 1530 und 1680 ins Burgenland und galten bald in Europa als eine „geächtete Kaste“. Sofern sie den jeweiligen Herrschern nicht nützlich erschienen, waren sie „Freiwild“, wurden abgeschoben, oder verfolgt. „Vagabundierende Zigeuner fallen in Horden in die österreichischen Herzogtümer ein“, befand 1725 Kaiser Karl VI. und verordnete, alle männlichen „Zigeuner“ hinzurichten und den Frauen sowie Kindern unter 18 Jahren ein Ohr abzuschneiden. Es begann eine Zeit der Zigeunerverfolgung. Es war den Behörden bei Strafe verboten, „Zigeuner“ auch nur eine Stunde lang in der Nähe eines Dorfes oder Marktes zu dulden.
Erzherzogin Maria Theresia und nach ihr Kaiser Joseph II. bemühten sich, die „Zigeuner“ zu erfassen, sie zur Sesshaftigkeit zu zwingen und ihnen eine regelmäßige Arbeit vorzuschreiben. Es war den „Zigeunern“ verboten, ihre Sprache Romani zu verwenden, untereinander zu heiraten oder den Namen zu wechseln. Mit Umsiedlungsprogrammen wurden ihre Kinder wenigstens alle zwei Jahre unter die benachbarten Orte verteilt, um eine obrigkeitliche Kontrolle zu gewährleisten. Die darauffolgenden Versuche der Roma-Familien, die ihnen zwangsweise entrissenen Kinder zurückzuholen, führten zum bis heute verbreiteten rassistischen Vorurteil, Roma würden Kinder stehlen. Das Heiratsverbot förderte interkulturelle Ehen. Eine Forscherin zieht daraus den Schluss, „dass so mancher Burgenländer, der heute Ahnenforschung betreiben würde, nachweisen könnte, dass am Ende des 18. Jahrhunderts auch in seine Familie Zigeuner eingeheiratet haben“. Alle diese Erfassungen, Verordnungen und Strafbestimmungen änderten jedoch wenig an den Lebensgewohnheiten der Roma und an der Einstellung ihnen gegenüber. Aus dem Südosten Europas kamen nach der Aufhebung der Roma-Sklaverei in den rumänischen Gebieten nach der Mitte des 19. Jahrhunderts erneut Romagruppen nach Mitteleuropa.

### Zwischenkriegszeit und Anschluss
Nach dem Ersten Weltkrieg sah sich die neue österreichische Regierung, nach der Angliederung des Burgenlandes an Österreich, mehreren Minderheiten gegenüber: neben den Burgenlandkroaten und den Burgenlandungarn auch der Minderheit der Burgenlandroma. Noch in der Zwischenkriegszeit wurden die Burgenlandroma für eine eigene „Zigeunerkartothek“ fotografisch registriert, ausländische Roma wurden abgeschoben.

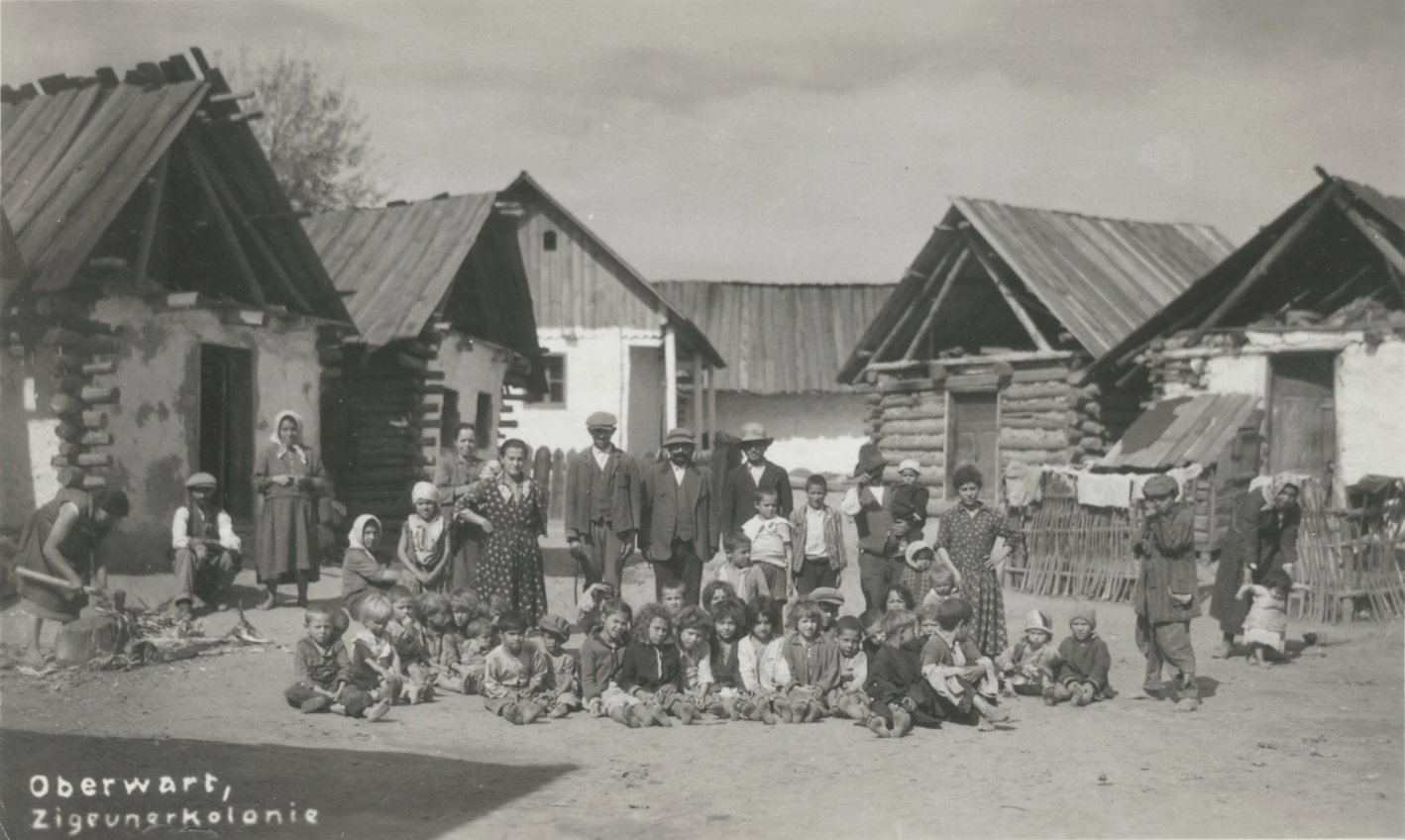
Romasiedlung in Oberwart, 1930er-Jahre

Die wirtschaftliche Not und das Erstarken rassenideologischer Agitation führten ab den 1920er Jahren zu einer immer feindseligeren Einstellung ihnen gegenüber. Die „Zigeuner“ wurden für die große Arbeitslosigkeit verantwortlich gemacht, galten als arbeitsscheu, erwerbsfaul, stehlend und sittlich verkommen. Es komme „einer Verhöhnung der Gesetze gleich, dem rohen, verwilderten, für die Gesellschaft untauglichen Zigeuner den gleichen Schutz der Gesellschaft zuteilwerden zu lassen, wie dem zivilisierten Menschen“. Vor allem im Burgenland steigerte sich dieser Hass sehr rasch und ging nahtlos in den nationalsozialistischen Rassismus über. Der von Adolf Hitler als Landeshauptmann des Burgenlandes eingesetzte Tobias Portschy schrieb: „Die Zigeuner bilden eben einen auf bestimmten biologischen Gegebenheiten beruhenden Fremdkörper, und es ist daher kein Wunder, wenn man sie als minderwertig bezeichnet.“ Er forderte neben der Errichtung von Arbeitslagern für die „Zigeuner“ auch eine Zwangssterilisierung.
Vom 4. bis zum 8. November 1941 wurden 5000 Roma in fünf Deportationszügen von den Bahnhöfen Hartberg, Fürstenfeld, Mattersburg, Rotenturm und Oberwart in das „Zigeunerlager“ im Ghetto Litzmannstadt deportiert. Mehr als 500 davon starben in wenigen Wochen an Seuchen und Unterernährung, die Überlebenden wurden Anfang 1942 ins Vernichtungslager Kulmhof überstellt und dort ermordet.
Die meisten der verbliebenen Roma wurden ab 1943 ins Zigeunerlager Auschwitz deportiert und entweder sofort in den Gaskammern des Konzentrationslagers ermordet oder Opfer von Zwangsarbeit, erbbiologischen Forschungen, Fleckfieberversuchen und anderen Menschenversuchen. Nur etwa 400 der ursprünglich 7.000 „Zigeuner“ überlebten den Holocaust (Porajmos).
Die Überlebenden hatten vielfach keine Angehörigen und keine Wohnstätten mehr, die ältere Trägergeneration der Kultur und Sprache war fast vollständig ermordet. Viele durch die Verfolgungsgeschichte ihrer Familien traumatisierte Roma sehnten sich nach Anonymität und einer neuen Identität. Deshalb verleugneten manche ihre Abstammung, gaben sich als Gastarbeiter aus oder deutschten ihre Namen ein. Diese Haltung einer sozialen Randgruppe blieb zum Teil bis heute erhalten.

### Nachkriegssituation
In den Nachkriegsjahrzehnten werden die Burgenlandroma, obwohl sie seit Jahrhunderten hier ansässig sind, als angeblich „herumziehend“ nicht als autochthone („alteingesessene“) Volksgruppe im österreichischen Volksgruppengesetz anerkannt; bei Volkszählungen wird ihre Volks- und Sprachgruppe übergangen und sie erhalten keinerlei Förderungen. Abgesehen vom „Verein zur Förderung von Zigeunern“ gibt es in Österreich keine Vertreter für sie. Dennoch wird über sie geredet und verhandelt. Die Gedenken an die Vergangenheit unter dem NS-Regime haben nämlich auch die Geschichte der „Zigeuner“ während der Naziherrschaft und ihre heutige Situation stärker bewusst werden lassen. Erst 1986 versuchte die Österreichische Liga für Menschenrechte gemeinsam mit der Lagergemeinschaft Auschwitz die Leiden der „Zigeuner“ während des Dritten Reiches zur Sprache zu bringen. Man trat an die Bundesregierung heran, um mehr als 40 Jahre danach eine Gleichstellung jener „Zigeuner“, die im Zigeuner-Anhaltelager Lackenbach und in Maxglan gequält und gefoltert worden waren, mit den anderen Opfern der Konzentrationslager zu erreichen. Denn „es sollte im Interesse des österreichischen Staates und der politischen Kultur in unserem Land liegen, den noch Lebenden dieser besonders diskriminierten Opfergruppe, die ausstehenden Entschädigungszahlungen und Opferrenten zukommen zu lassen“.
Diese Ungleichstellung der „Zigeuner“ mit anderen KZ-Opfern macht deutlich, wie sehr diese Minderheit am Rande der Gesellschaft zu leben hatte. Es sind die typischen Probleme wie Umgang mit den Behörden, mangelhafte Personaldokumente, Ungeklärtheiten bei der Staatsbürgerschaft in den Nachkriegsjahren, teilweise vorhandener Analphabetismus bis hin zu belastenden Vorstrafen, oftmals für Delikte als Folge von diskriminierenden Gewerbeverboten oder unbedeutende Eigentumsdelikte; und es sind die typischen Vorurteile, die diese Menschen auch heute noch diskriminieren. 1988 erhielten sie erstmals Opfer- und Unterhaltsrenten durch Sozialminister Alfred Dallinger und Bundeskanzler Franz Vranitzky.
1993 erfolgte dann die Anerkennung der Roma als autochthone Volksgruppe, als vorerst letzte Ethnie, nach dem Volksgruppengesetz von 1976 (im Prinzip in ganz Österreich, betrifft nur die Burgenlandroma, Sinti und Lovara).
Am 4. Februar 1995 wurden in Oberwart vier junge Roma  durch ein rassistisch motiviertes Bombenattentat, dem schwersten Attentat seit 1945 mit innenpolitischem Hintergrund, ermordet. Erst infolge der dadurch ausgelösten medialen Aufmerksamkeit wuchs das öffentliche Bewusstsein für die Probleme der diskriminierten Minderheit.

### Situation heute
Schätzungsweise gibt es heute zwischen 2.500 und 5.000 Burgenlandroma. Die meisten unter ihnen leben in Oberwart und Umgebung, wobei – den Ergebnissen der Volkszählung 2001 zur Folge – Unterwart (mit mehr als 5 %) und Kleinbachselten (mit rund 10 %) nennenswerte Anteile an der Gesamtbevölkerung aufweisen. Weitere Roma und Romafamilien leben im Mittel- und Nordburgenland oder haben sich in ostösterreichischen Städten niedergelassen. Nach dem Grad der Assimilation kann man drei Gruppen unterscheiden:
- Die assimilierten Romafamilien leben großteils in Städten.
- Die teils assimilierten Roma leben in relativem Wohlstand.
- Stigmatisierte und diskriminierte Roma leben als soziale Minderheit am Rande der Gesellschaft.

Seit 1993 wird die Kultur und Sprache dieser Volksgruppe in Österreich offiziell gefördert. Es entstanden Projekte wie z. B.
- Kurse auf Romanes in Volkshochschulen,
- Romanes als Freigegenstand in Volksschulen,
- Erstellung eines Romanes-Wörterbuchs,
- Publikationstätigkeit auf Romanes (z. B. die zweisprachige Zeitschrift dROMa).

## Spezielle Kultur der Burgenlandroma

### Sprache
Die Lokalvarietät der Sprache der Burgenlandroma wird Romanes oder Roman genannt. Sie ist ein Teil der nach dem Volksgruppengesetz anerkannten Minderheitensprache des Romani. Sie wird heute primär außerhalb der Familien in Form von Sprachkursen für verschiedene Altersstufen weitergegeben.
Im März 2011 nahm die Österreichische UNESCO-Kommission diese Sprache als Roman – die Sprache der Burgenland-Roma in das Verzeichnis des nationalen immateriellen Kulturerbes in Österreich auf, in der Sparte Mündlich überlieferte Traditionen und Ausdrucksformen. Zweck dieser Ausweisung ist ein verbindlicher Schutz als lebendige Kulturtradition. Ausgewiesen wurde sie für das Burgenland.

### Musik
Die Musik der Burgenlandroma setzt sich zum Großteil aus der Klarinette, Cymbal, Bratsche, dem Kontrabass und der Geige zusammen. Diese Musik weist Ähnlichkeiten mit der Musik der „ungarischen Roma“ auf. Bekannt sind auch so genannte Zigeunerkapellen („Bandas“), die häufig bei Großveranstaltungen wie Festen, Hochzeiten, Tanzveranstaltungen und Umzügen oder auch an Kirtagen spielen. Beim Neujahrsspielen bei anderen Auftritten, z. B. Heischebräuche, kamen diese Kapellen in viele burgenländische Orte.
In der heutigen Zeit sind vor allem folgende Bands bekannt:
- Hans Samer-Band
- Romano Rath (‚Roma-Blut‘)

### Medien
Der ORF 2 strahlt sechsmal im Jahr eine Sendung mit dem Namen: „Servus, Szia, Zdravo, Del tuha“ aus. Es handelt sich hierbei um ein viersprachiges Fernsehmagazin des ORF Burgenland. Die verwendeten Sprachen sind: Deutsch, Ungarisch, Burgenlandkroatisch sowie Romanes. Diese Sendung thematisiert kulturelle und volkstümliche Themenbereiche aller Volksgruppen im Burgenland. Dies sind neben den Burgenlandroma die Burgenlandungarn und die Burgenlandkroaten. Die Moderatorin dieser Sendung ist Katharina Graf-Janoska.

### Veranstaltungen
Jedes Jahr wird ein Roma-Ball in Oberwart von der Volkshochschule der Burgenländischen Roma veranstaltet. Es handelt sich hierbei um eine Miss-Wahl die mit Musik begleitet wird.

## Bekannte Burgenlandroma
- Stefan Horvath (* 1949), Schriftsteller
- Tina Nardai (Geschäftsführerin)
- Christin Marie Veith
- Rudolf Sarközi (Obmann des Kulturvereins österreichischer Roma, Vorsitzender des Volksgruppenbeirates der Roma, Überlebender des Holocaust)
- Tony Wegas (Sänger)
- Emmerich Gärtner-Horvath (Obmann Verein Roma-Service, Vorsitzender des Volksgruppenbeirates der Roma)